# Tryphosites alleni
Tryphosites alleni is een vlokreeftensoort uit de familie van de Lysianassidae. De wetenschappelijke naam van de soort is voor het eerst geldig gepubliceerd in 1911 door Sexton.